# 大河原孝夫
大河原 孝夫（、1949年〈昭和24年〉12月20日 - ）は日本の映画監督。千葉県出身。

## 経歴
父親が鉄道会社に務めていたことから、その路線のフリーパスや系列映画館の優待券で費用をかけずに映画を鑑賞できたため幼少期から映画館に足繁く通っていた。映画『ベン・ハー』（1959年）などに感銘を受けて映画業界を志すようになり、高校時代には黒澤明の監督作品に傾倒し、大学ではシネマ研究会に入るなどしていた。
1973年、早稲田大学教育学部卒業後、東宝に入社。当時の東宝は撮影所志望の新入社員は採用していなかったため当初はデスクワークを行っていたが、副社長の藤本真澄の口添えを得て三好邦夫とともに撮影所へ出向。助監督として、黒澤明、森谷司郎、降旗康男監督らに師事する。
1987年、自らの筆によるシナリオ『超少女REIKO』が第13回城戸賞で準入賞し、1991年、自らメガホンをとり完成させる。当該作品にて本格的に監督デビューし、東宝特撮を中心に活躍する。ゴジラシリーズは4作品を担当。1997年の『誘拐』は映画賞を多数受賞するなど高い評価を受けた。

## 作風
助監督時代の経験から、映画の面白さには脚本の出来が重要であると考え、自身の監督作品でも良い脚本を仕上げることを第一としていた。また、第1稿を最初に読むときが観客と同じ受け止め方ができるとして重視している。また作り手の意図をスタッフに伝達させるためには印刷物としてあった方が良いと考えており、『ゴジラvsモスラ』（1992年）では、脚本を手掛ける大森一樹は決定稿が完成したあとに大河原の方で変更を加えることを望んでいたが、大河原は大森へ意見するかたちを選んだと述懐しており、この体制は次作『ゴジラvsメカゴジラ』（1993年）でも同様であった。
特撮ものについては、SFXによる非日常世界を描くことで、観客に面白そうだと思わせ足を運ばせるための武器であると述べている。東宝特撮作品では、特撮シーンは本編班ではなく特撮監督が率いる特撮班が担当しているが、『ゴジラvsメカゴジラ』でのベビーゴジラのシーン、『ヤマトタケル』でのクマソガミのシーン、『ゴジラvsデストロイア』でのデストロイア幼体のシーンなど、大河原は本編班での特撮シーンの撮影を担当することが多かった。
『ゴジラvsデストロイア』に出演した林泰文は、大河原について画コンテに沿った明確な画面づくりを行っており、事前に俳優の動きを細かくプランニングした丁寧な演出であったと証言している。
美男美女趣向の映画には抵抗感を抱いており、村田雄浩のような顔に魅力を感じると述べている。『ゴジラ2000 ミレニアム』（1999年）では、村田を主演に起用している。

## 作品

### 助監督
- 1973年 - 『日本沈没』[出典 8][注釈 3]
- 1974年 - 『ノストラダムスの大予言』[11][6]
- 1975年 - 『青春の門』[8]
- 1976年 - 『大空のサムライ』[11][6]
- 1977年 - 『青春の門 自立編』[8]
- 1980年 - 『影武者』[出典 9]
- 1981年 - 『連合艦隊』[11][6]
- 1982年 - 『海峡』[8][6]
- 1984年 - 『ゴジラ』[12][2]
- 1987年 - 『「さよなら」の女たち』
- 1989年 - 『あ・うん』[8][11]

### 監督
- 1991年 - 『超少女REIKO』[出典 10]
- 1992年 - 『ゴジラvsモスラ』[出典 11]
- 1993年 - 『ゴジラvsメカゴジラ』[出典 11]
- 1994年 - 『ヤマトタケル』[12][11]
- 1995年 - 『ゴジラvsデストロイア』[出典 12]
- 1997年 - 『誘拐』[11]
- 1999年 - 『ゴジラ2000 ミレニアム』[出典 12]

## インタビュー
- 『俺とゴジラ』[20] [21]「第六回 監督 大河原孝夫氏」（2018年2月2日・前編、2月9日・後編）
  - 前編：助監督時代と森谷司郎監督
  - 後編：平成ゴジラ創造と川北紘一特技監督